# Henrique Arboleda Cortés
Henrique Arboleda Cortés (Popayán, 1849-Flandes (Tolima), 18 de julio de 1922) fue un cronista, escritor, educador, explorador, militar y político colombiano, adepto al Partido Conservador Colombiano.
Arboleda participó en la Guerra de los Mil Días, pertenenciendo al Estado Mayor del Partido Conservador, y alcanzando el grado de General. También ocupó varios cargos públicos, incluyendo la dirección del sistema estadístico en Colombia durante el gobierno de Rafael Reyes.
Era hijo extramatrimonial reconocido del político Julio Arboleda Pombo, de acuerdo con historiadores y genealogistas.

## Biografía
Henrique Arboleda nació en Popayán, en 1849, en el seno de una poderosa familia caucana de terratenientes y políticos, y pese a su origen extramatrimonial, gozó de todas las comodidades que le proporcionaban su apellido paterno.
Ingresó a estudiar en una escuela de Caloto, y luego ingresó a sus estudios universitarios en la Universidad del Cauca, a donde regresaría en 1875 para dictar la cátedra de gramática española, ya que se convirtió en un destacado escritor.

### Carrera militar

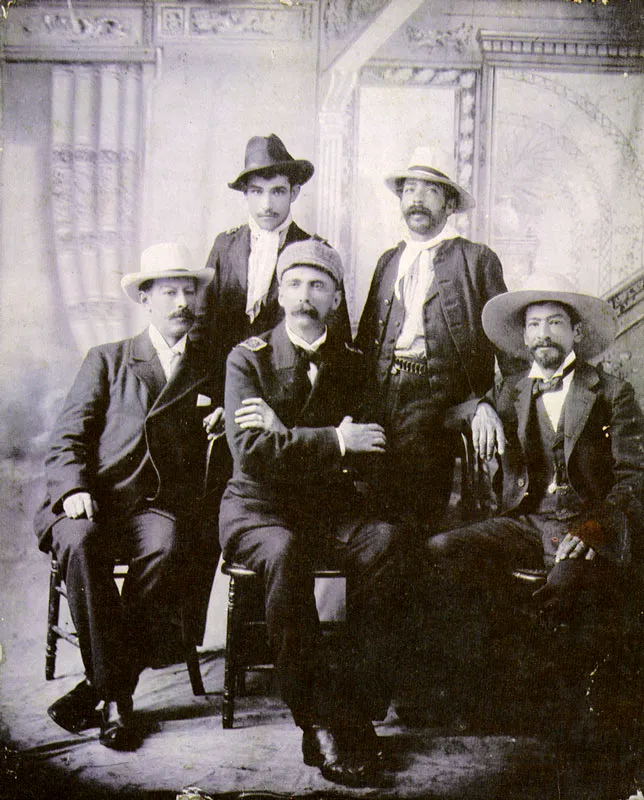
Arboleda (a la derecha) acompañado por Carlos Cuervo, Jorge Holguín y los hermanos Ruiz, 1900.

Arboleda tomó las armas en 1885 a favor del Partido Conservador durante la guerra civil, poniéndose de lado de las fuerzas del gobierno de Rafael Núñez, donde se le encargó retomar el control de la Costa Atlántica, región insurrecta afín al liberalismo. En 1895, sirviendo al gobierno conservador de Miguel Antonio Caro, Arboleda fue el encargado de la persecución de las guerrillas liberales en el departamento de Cundinamarca. 

#### Guerra de los Mil Días y exilio en España
En 1898 nuevamente tomó las armas del lado conservador, pertenenciendo al Estado Mayor del partido junto a Jorge Holguín Mallarino, y Carlos Cuervo Márquez. Arboleda triunfó en las batallas de Zapatoca y de Palonegro, alcanzando por sus acciones militares el grado de general.
Arboleda se vio obligado a exiliarse en España tras el fallido intento de golpe de Estado contra José Manuel Marroquín, en 1901, ya que estaba en contra del derrocamiento del antecesor de Marroquín, el anciano Manuel Antonio Sanclemente el 31 de julio de 1900.

### Regreso a Colombia y gobiernos conservadores
En 1904, Arboleda regresó a Colombia y el gobierno conservador de Rafael Reyes lo nombró como director nacional de estadística, cargo en el cual Arboleda se destacó como importante estudioso y publicó importantes tratados sobre el tema. 
En 1909, tras la renuncia forzosa del general Reyes, el designado presidencial Jorge Holguín (cuñado suyo) nombró a Arboleda como director de la Policía de Colombia durante algunos días del mes de junio para reemplazar al titular Juan María Gillibert (quien curiosamente fundó la institución por encargo del entonces presidente Carlos Holguín, hermano de Jorge), siendo sustituido por Esteban Escallón.
En 1914, el gobierno conservador de José Vicente Concha lo nombró cónsul de Colombia en Curazao, en las Antillas. En 1918 fue nombrado por el gobierno conservador de Marco Fidel Suárez como procurador general de Hacienda (hoy contralor general).

### Últimos años
Arboleda se dedicó luego de su actividad política al comercio. Gracias a una concesión especial del gobierno, se hizo rico con el comercio de guano (abono de excremento de murciélagos) en La Guajira. 
Henrique Arboleda Cortés falleció en Flandes, Tolima, en 1922, cuando tenía 77 años, en circunstancias poco claras que dan a entender que se accidentó. Aparentemente murió camino a Cartagena para asistir a la boda de uno de sus hijos, Carlos Eduardo Arboleda Simpson.

## Familia
Según el genealogista Mariano Sendoya y otros documentos, se corrobora que la madre de Henrique era Francisca "Panchita" Cortés, y según la versión del propio historiador de la familia Gustavo Arboleda, su padre era el poeta, militar y político Julio Arboleda Pombo. 
Ante éste panorama se concluye que Henrique Arboleda Cortes fue concebido fuera del matrimonio legítimo de Julio Arboleda con Sofía Mosquera Hurtado. Por lo anterior, Henrique era medio hermano de la hija de Julio, Sofía y Cecilia Arboleda Mosquera, casada con el político y militar conservador Jorge Holguín Mallarino, y por tanto cuñada de sus numerosos hermanos, entre ellos el expresidente Carlos Holguín Mallarino. Así mismo era sobrino del escritor Sergio Arboleda.

### Homenajes
En Popayán, el Batallón de Apoyo y Servicios para el Combate N.° 29 lleva su nombre.

## Obras
- Apuntes de un viaje de Bogotá al Río Guabio (1890)
- Código de Aduanas de la República de Colombia (1899).
- Limites Generales (1899)
- Estadística Nacional (1905).
- Palonegro (1900).